# Geoffrey Blake (Schauspieler)
Geoffrey Lewis Blake (* 20. August 1962 in Baltimore, Maryland) ist ein US-amerikanischer Schauspieler.

## Leben
Geoffrey Blake besuchte die San Ramon Valley Highschool in Danville, Kalifornien und später die University of Southern California.
Schon während seiner Highschool-Zeit spielte er auf der Theaterbühne. Seinen ersten Fernsehauftritt hatte er in der Krimiserie Cagney & Lacey, später bekam er eine Rolle in der Seifenoper Karussell der Puppen.
Bekannt wurde Blake vor allem durch seine Gastrollen in verschiedenen Fernsehserien wie Renegade – Gnadenlose Jagd, Dr. House und Charmed – Zauberhafte Hexen. Er spielte aber auch in einigen Filmen wie Apollo 13 und Cast Away – Verschollen mit.

## Filmografie (Auswahl)

### Filme
- 1984: Starfight
- 1985: Crazy Love – Liebe schwarz auf weiß (Secret Admirer)
- 1987: Die Entführung der Kari Swenson (The Abduction of Kari Swenson Fernsehfilm)
- 1988: Young Guns
- 1989: Operation Nightbreaker (Nightbreaker)
- 1990: Men at Work
- 1991: Critters 3 – Die Kuschelkiller kommen (Critters 3)
- 1992: FernGully – Christa und Zaks Abenteuer im Regenwald (FernGully: The Last Rainforest)
- 1993: Stage Fright – Eine Gurke erobert Hollywood (The Pickle)
- 1993: Philadelphia Experiment II
- 1994: Forrest Gump
- 1995: Apollo 13
- 1995: Jagd in der grünen Hölle (Dominion)
- 1996: Heimatfront (The War at Home)
- 1996: Angst vor Gefühlen (Entertaining Angels: The Dorothy Day Story)
- 1997: Contact
- 1998: Auf der Straße der Träume (Heaven or Vegas)
- 1998: Mein großer Freund Joe (Mighty Joe Young)
- 1999: EDtv (Edtv)
- 2000: Cast Away – Verschollen (Cast Away)
- 2002: Life without Dick – Verliebt in einen Killer (Life without Dick)
- 2003: Ride or Die – Fahr zur Hölle, Baby! (Ride or Die)
- 2008: Frost/Nixon
- 2011: Warnschuss (Ricochet, Fernsehfilm)
- 2014: Kiss Me
- 2016: The Infamous (Fernsehfilm)
- 2019: Midway – Für die Freiheit (Midway)
- 2021: Little May (Kurzfilm)
- 2022: Section 8

### Fernsehserien
- 1983, 1986: Cagney & Lacey (Folgen 2x22, 5x17)
- 1984: Karussell der Puppen (Paper Dolls, 5 Folgen)
- 1987: 21 Jump Street – Tatort Klassenzimmer (21 Jump Street, Folge 1x03)
- 1987: Alf (Folge 2x06)
- 1990: Hunter (Folge 6x13)
- 1991: Matlock (Folge 5x13)
- 1992: L.A. Law – Staranwälte, Tricks, Prozesse (L.A. Law, Folge 6x22)
- 1993: Die Abenteuer des Brisco County jr. (The Adventures of Brisco County, Jr., Folge 1x13)
- 1993–1996: Renegade – Gnadenlose Jagd (Renegade, 5 Folgen)
- 1994: Star Trek: Deep Space Nine (Folge 2x17)
- 1996: Dr. Quinn – Ärztin aus Leidenschaft (Dr. Quinn, Medicine Woman, Folge 4x20)
- 1996: Murder One (Folge 2x08)
- 1997: New York Cops – NYPD Blue (NYPD Blue, Folge 5x09)
- 1999–2002: Alabama Dreams (6 Folgen)
- 2000: Pretender (The Pretender, Folge 4x15)
- 2000: Charmed – Zauberhafte Hexen (Charmed, Folge 2x21)
- 2001, 2009: CSI: Den Tätern auf der Spur (CSI: Crime Scene Investigation, Folgen 2x10, 9x16)
- 2001: Ein Hauch von Himmel (Touched by an Angel, Folge 8x10)
- 2002: The Agency – Im Fadenkreuz der C.I.A. (The Agency, Folge 1x22)
- 2006: Dr. House (House, Folge 3x04)
- 2007: Private Practice (Folge 1x09)
- 2008: Saving Grace (Folge 2x07)
- 2008: Monk (Folge 7x09)
- 2010: Leverage (Folge 3x15)
- 2010: Grey’s Anatomy (Folge 6x17)
- 2010: CSI: Miami (Folge 9x17)
- 2011–2013: Franklin & Bash (4 Folgen)
- 2012: Criminal Minds (Folge 7x14)
- 2013: Navy CIS (NCIS, Folge 11x09)
- 2013: Perception (Folge 2x02)
- 2014: Beauty and the Beast (Folge 2x09)
- 2014: Murder in the First (Folge 1x01)
- 2015: Texas Rising (Miniserie, Teile 1–4)
- 2015: Agent X (Folgen 1x01–1x03)
- 2015: The Man in the High Castle (Folgen 1x01–1x04)
- 2016: Bull (Fernsehserie, 2016) (Folge 1x02)
- 2017: Grimm (Folge 6x08)
- 2017: Pure Genius (Folge 1x01)
- 2018: Legends of Tomorrow (Folge 3x14)
- 2019: Charmed (Folge 2x03)
- 2019: Godfather of Harlem (Folgen 1x03, 1x07)
- 2020: All Rise – Die Richterin (All Rise, Folge 1x14)
- 2022: Bridge and Tunnel (Folgen 2x05–2x06)
- 2024: Hotel Cocaine (Folgen 1x07–1x08)

### Synchronrollen
- 2002: Law & Order: Dead on the Money (Computerspiel) … als James Stanton
- 2012: Dishonored: Die Maske des Zorns (Computerspiel) … als City Watch
- 2016: The Technomancer (Computerspiel) … als Patience